# Guillem Ramisa Ayats
Guillem Ramisa Ayats (Roda de Ter, 7 d'octubre de 1985) és un poeta i cantautor català.

## Biografia
Va començar en el món de la música amb el grup de hip-hop Víctimas de la monotonía, on rapejava i també componia algunes de les bases. Víctimas de la monotonía es va formar a mitjans del 2003 juntament amb Dj Abre (Andreu Roca) i va acabar a finals del 2008. A principis del 2009 va formar la banda Guillem Ramisa & El teu pare i el juny d'aquell mateix any va gravar un concert en directe a la Jazz Cava de Vic. El juny de 2011, dos anys més tard, va treure el disc Els tons pàl·lids, un disc eclèctic on es mesclava el hip hop, la poesia, cançons més experimentals i alguna pinzellada de folk. El 26 de maig de 2012 Guillem Ramisa & El teu pare van fer l'últim concert al Teatre ETC de Vic.
A mitjans del 2013, juntament amb Godai Garcia, va crear un espectacle sota el nom Els homes que parlen sols. Una combinació dels seus poemes i cançons amb els monòlegs de Godai Garcia. Aquest espectacle el segueixen fent de forma esporàdica al llarg dels anys, variant-ne els textos i l'estructura depenent de l'ocasió. Durant aquests anys Guillem Ramisa intercala els projectes musicals amb la publicació de llibres de poesia autoeditats; Jo no en tinc la culpa (febrer de 2009), Els llavis muts (maig de 2010) i El món ample (juny de 2013).
L'abril del 2014 va publicar el llibre Deu mil tardes amb l'Associació Tapís, un llibre amb el que s'inicia l'editorial Els llibres de Tapís. Deu mil tardes és una selecció de poemes anteriors de Guillem Ramisa acompanyats d'il·lustracions de diferents artistes.
A principis del 2014 va crear la BSO de la pel·lícula Somehow, una pel·lícula coreana dirigida per Kyu Jun Cho, que projecten al Festival Nits de Cinema Oriental de Vic el juliol de 2015. Aquest mateix any, a finals d'octubre de 2015, publica Aquest sol hi és per tots, el primer disc com a Guillem Ramisa en solitari. Un disc més ric en arranjaments, on la melodia pren més protagonisme. Aquest treball el porta a actua al Festival Internacional de Cantautors de Barcelona BarnaSants.
L'estiu del 2016 va gravar la cançó Ànima de corall juntament amb el cantant d'Oques Grasses, Josep Montero. Aquesta cançó surt publicada al disc Habaneres mestisses de la revista Enderrock.
El maig del 2017 va publicar Bondat senzilla amb la discogràfica RGB Suports. Bondat senzilla és un EP de sis cançons que consolida una sonoritat pròpia. Amb aquest disc actua dins el Festival de Pedralbes o el Mercat de Música Viva de Vic. Aquest mateix any RGB Suports reedita també el seu anterior treball discogràfic, Aquest sol hi és per tots.
El desembre de 2019 va publicar el disc Ens enfilarem enlaire amb la discogràfica Halley Supernova.
Al llarg del 2021 va publicar tres senzills, «Volant» (gener de 2021), una versió de La Troba Kung-Fú, «D'on ve la sort?» (abril de 2021) i «Si et veig plorar» (novembre de 2021). Totes tres publicades amb la discogràfica Halley Supernova.

## Discografia
- Els tons pàl·lids (2011)
- Aquest sol hi és per tots (2015)
- Bondat senzilla (2017)
- Ens enfilarem enlaire (2019)

## Llibres de poesia
- Jo no en tinc la culpa (2009)
- Els llavis muts (2010)
- El món ample (2013)
- Deu mil tardes (2014)